# Eudora (Arkansas)
Pour les articles homonymes, voir Eudora.
La ville américaine de Eudora est située dans le comté de Chicot, dans l’État d’Arkansas. Sa population était de 2 819 habitants lors du recensement de 2000.
Le film Gilbert Grape avec Johnny Depp et Leonardo DiCaprio a été tourné en partie dans cette petite ville.

## Démographie
| 1910 | 1920  | 1930  | 1940  | 1950  | 1960  |
| ---- | ----- | ----- | ----- | ----- | ----- |
| 606  | 1 197 | 2 020 | 1 808 | 3 072 | 3 598 |

| 1970  | 1980  | 1990  | 2000  | 2010  | - |
| ----- | ----- | ----- | ----- | ----- | - |
| 3 687 | 3 840 | 3 155 | 2 819 | 2 269 | - |

## Source
- (en) Cet article est partiellement ou en totalité issu de l’article de Wikipédia en anglais intitulé « Eudora, Arkansas » (voir la liste des auteurs).